# Walnut Grove, Kalifornien
Walnut Grove är en så kallad census-designated place i Sacramento County i Kalifornien. Vid 2020 års folkräkning hade Walnut Grove 1 452 invånare.

## Kända personer från Walnut Grove
- Mike Honda, politiker